# 니콜라이 니콜래프
니컬라이 니컬라이에프(영어: Nikolai Nikolaeff, 1981년 12월 26일 ~ )는 오스트레일리아의 배우이다.

## 출연 작품

### 텔레비전
- 캠프 (2013, Camp)
- OA (2016)

### 영화
- 서브테라노 (2003, Subterano)
- 스텔스 (2005)
- The Wedding Party (2010)
- 어제보다 깊숙이 (2010, Deeper Than Yesterday) - 단편
- 마일 22 (2018)
- 토고 (2019)
- 라스트 보이지 오브 더 데메테르 (2023)